# Norman Normal
Norman Normal ist eine irisch-französisch-deutsche Zeichentrickserie, die von 2000 bis 2005 von Tele-Images-Kids, France 3 und Super RTL produziert wurde.

## Handlung
Der 13-jährige Norman Stone lebt mit seinen Eltern, seiner ca. zwei Jahre alten Schwester und seinem Hund George in einer (wahrscheinlich europäischen) Großstadt. Er ist der einzige in seiner Familie, der keine Superkräfte hat, weil er nicht wie alle anderen Familienmitglieder neben dem Mikrowellenherd stand, als dieser während eines Gewitters explodierte und alle verstrahlte. Während er zeitweise damit klarzukommen scheint, ist er in vielen Episoden eher neidisch darauf, dass seine komplette Familie aus Superhelden besteht. Außerdem muss er sich auch noch mit dem ganz normalen Teenagerleben arrangieren.

## Charaktere

### Norman Stone
Norman ist 13 Jahre alt und der Protagonist der Serie. Als einziges Familienmitglied hat er keine Superkräfte. Er scheint sich in manchen Episoden mit seiner Situation abgefunden zu haben, ist aber meist doch ziemlich neidisch. Zeitgleich fühlt er sich von seiner Familie oft außen vorgelassen und wird regelmäßig von ihnen vernachlässigt. Er durchbricht regelmäßig die 4. Wand und kommentiert die aktuelle Situation. Norman ist ansonsten ein typischer Teenager, der gern Skateboard fährt und Videospiele spielt. Er besucht die örtliche Schule mit seinen besten Freunden Martin und Pamela, mit denen er die meiste Zeit abhängt. Er ist ein ziemlich schlechter Schüler und auch sonst eher faul. Sein größter Widersacher ist Schultyrann Slick, der es liebt ihn zu schikanieren. In der ersten Staffel ist Norman in die Schulschönheit Jenny verknallt, später aber nicht mehr.
Er hält immer zu seinen Freunden und gerät dabei leicht in Schwierigkeiten, aus denen ihn seine Superheldenfamilie raushilft. Andernfalls hilft er regelmäßig seiner Familie, wenn sie sich nicht mehr zu helfen wissen, trotz seiner fehlenden Kräfte.

### Irwin Stone (Powerlord)
Irwin ist Normans Vater und außerdem der Superheld Powerlord, der auf Superman basiert. Er ist das Familienoberhaupt und leitet die Aktionen der 'Powerfamilie'. Er arbeitet als Buchhalter und muss sich ständig neue Ausreden für seinen Chef ausdenken, weil er doch als Superheld immer wieder von der Arbeit weg muss. Obwohl dieser sein größter Fan ist. Er ist ziemlich übergewichtig, hat eine Glatze und zeigt regelmäßig Anzeichen einer Midlife-Crisis. Obwohl er keine Maske trägt, scheint ihn nie jemand zu erkennen, wenn er als Superheld unterwegs ist. Er kann fliegen, hat den Hitzeblick und ist superstark.

### Edit Stone (Lady Fantastic)
Edit ist Normans Mutter und die Ehefrau von Irwin. Als Superheldin trägt sie den Namen Lady Fantastic. Sie ist Hausfrau, nebenbei freiberuflich Kosmetikerin und wollte früher Lehrerin werden. Sie kann ebenfalls fliegen, ist superstark, hat telekinetische Fähigkeiten, die sie meistens auch im Haushalt einsetzt, und einen Eisatem. Sie liebt Norman sehr, kann aber allerdings durchaus streng werden. Sie ist sehr gut mit Nachbarin Heidi befreundet die ständig, manchmal auch zu überraschend hereinschneit.

### Susi Stone (Baby IQ)
Susi ist Normans etwa 2 Jahre alte Schwester. Ihr Superheldenname lautet Baby IQ. Sie ist hochintelligent, scheint aber (noch) keine anderen Superkräfte zu haben. Als einziges Mitglied der Powerfamilie kann sie nicht fliegen. Als sie in einer Folge zur Jugendlichen altert, kann sie ebenfalls fliegen. Trotz ihrer hohen Intelligenz (laut eigener Aussage ein IQ von etwa 3000) scheint sie immer noch die Reife eines zweijährigen Kleinkindes zu haben. So ruft sie des Öfteren nach ihrer Mami und quengelt wenn ihr etwas nicht gefällt. Sie liebt es, Norman zu ärgern und ihm Streiche zu spielen, die meist damit zu tun haben, dass Norman nicht so intelligent ist wie sie oder keine Superkräfte hat. Zu jedem von Normans Problemen hat sie einen wissenschaftlichen Kommentar.

### George (George der Wunderhund)
George ist das ‚Haustier‘ der Stones und besitzt ebenfalls Superkräfte. Er kann fliegen und ist superstark. Außerdem kann er sprechen. Er ist erst kurz vor der Explosion der Mikrowelle in die Küche gerannt und Norman ist ihm gefolgt, wobei er mit ansah wie seine Familie zu Superhelden wurde. George hilft Norman regelmäßig, macht aber dabei manchmal etwas falsch. Er kann außerdem furchtbar überemotional sein. Sonst lässt George gerne den coolen Macho raushängen, der gerne im Mittelpunkt steht.

### Großvater (Meister Mächtig)
Sein Vorname bleibt ungenannt. Er ist der Großvater von Norman und Susi und der Vater von Irwin. Er ist der älteste von allen, hält sich bei Superheldenaktionen gern zurück oder wird nur gerufen, wenn es unbedingt nötig ist. Er kann ebenfalls fliegen, ist stark und hat als Besonderheit ein ‚Hörgerät‘, das Laserstrahlen abschießen kann. Wegen seines hohen Alters geht er nicht gerne auf Heldentaten, sondern angelt lieber auf seinem Boot, welches im Hafen der Stadt liegt.

### Martin Bloomer
Martin ist der beste Freund von Norman und Pamela. Er ist übergewichtig und ziemlich verfressen. Er hilft Norman ebenfalls, wo er nur kann, gerät aber manchmal selbst dadurch in schwierige Situationen. Martin neigt sich dazu ständig in Mädchen zu verknallen und sich damit zu blamieren. Er kennt das Geheimnis der Stones nicht.

### Pamela Green
Pamela ist Normans andere Freundin und in der ersten Staffel auch in ihn verknallt. Sie kennt das Geheimnis von Normans Familie ebenfalls nicht und ist deshalb häufig verblüfft, wenn sie zum Beispiel Hund George Basketball spielen sieht. In der zweiten Staffel sind sie und Norman gute Freunde und verbringen viel Zeit miteinander.

### Jenny
Jenny ist das beliebteste Mädchen der Schule und kommt aus reichem Hause. Anfangs ist Norman völlig verknallt in sie, doch sie erwidert diese Gefühle nicht. Sie ist außerdem eigenbrötlerisch und arrogant. Mit Norman redet sie nur, wenn sie daraus einen eigenen Vorteil ziehen kann oder um im Mittelpunkt zu stehen. Sie ist ein sehr großer Fan von Lady Fantastic, weiß jedoch nicht, dass diese Normans Mutter ist. In der zweiten Staffel hat Norman keinerlei Interesse mehr an Jenny, sondern sieht in ihr nur noch nichts mehr als eine Mitschülerin und verbringt seine Zeit viel lieber mit seinen besten Freunden, Martin und Pamela.

### Slick
Slick (eigentlich Sidney) ist Normans größter Feind. Er liebt es andere zu mobben und zu beherrschen, besonders Norman. Er wirkt sehr rücksichtslos und unkontrollierbar, ist aber in manchen (gefährlichen) Situationen eher kleinlaut und feige.

### Zehnmalklug
Zehnmalklug ist ein Superschurke aus der Stadt und einer der Feinde von Normans Familie. Er ist klein und hat meistens eher verrückte Ideen. Mit seinem Handlanger Leo lebt er in unmittelbarer Nähe zum Haus der Stones, was diese in der ersten Folge sogar erfahren. In einer Folge entwickelt er Gefühle für Edit.

### Die Strahlemanns
Die Strahlemanns sind das Schurkenehepaar Toby und Mildred mit einem extremen Hang zum Kitsch und zur Sauberkeit den andere abstoßend finden. Sie leben in einem klischeehaft und kitschig eingerichteten Haus. Ihre Schurkenpläne haben meistens mit Sauberkeit, Putzen, der Natur oder deren eigener Vorstellung von Ordnung zu tun.

### Dr. Taff
Dr. Taff ist ein verrückter Wissenschaftler. In der ersten Staffel lebt er mit seinen Handlangern Bela und Boris in einer Lagerhalle im Hafen, in der zweiten in seiner eigenen Raumstation. Er ist davon besessen sich an der Menschheit zu rächen, weil er nie von dieser respektiert wurde. In Rückblenden wird klar, dass er in seiner Schulzeit gemobbt wurde. Er wünscht sich die Powerfamilie zu vernichten.

### Fräulein Kaboom
Fräulein Kaboom ist eine verrückte, wie ein kleines Mädchen gekleidete, Schurkin, die Chaos am liebsten aus Langeweile anrichtet. Eigentlich ist sie eine weltberühmte Zilliardärin und Philanthropin die durch Wohltätigkeit auffällt. Sie lebt mit ihrem Butler Doogie, der auch ihr Handlanger ist, in einem Privatjet, der über Transmorphose verfügt. Sie ist jähzornig und liebt Krach und Zerstörung.

## Deutsche Synchronisation
Das Dialogbuch für die deutsche Fassung der Serie wurde von Eberhard Storeck verfasst. Eine deutsche Fassung existiert nur für die ersten 52 Folgen der ersten beiden Staffeln. Die dritte Staffel mit weitern 13 Folgen wurden nie in Deutschland veröffentlicht.
| Rolle                       | Deutsche Sprecher |
| --------------------------- | ----------------- |
| Norman Stone                | Tobias Schmidt    |
| Irwin Stone (Powerlord)     | Klaus Dittmann    |
| Edit Stone (Lady Fantastic) | Isabella Grothe   |
| Susi Stone (Baby IQ)        | Tina Eschmann     |
| George (der Wunderhund)     | Sven Dahlem       |
| Großvater (Meister Mächtig) | Günter Lüdke      |
| Martin Bloomer              | Mark Seidenberg   |
| Pamela Green                | Angela Quast      |